# Європейські легкоатлетичні ігри в приміщенні 1969
Європейські легкоатлетичні ігри в приміщенні 1969 відбулись 8-9 березня в Белградському ярмарковому центрі на арені з довжиною кола 195 м.

## Призери

### Чоловіки
| Дисципліни                            | Золото                                                                         | Золото     | Срібло                                                               | Срібло                                                               | Бронза                                                               | Бронза                                                               |
| ------------------------------------- | ------------------------------------------------------------------------------ | ---------- | -------------------------------------------------------------------- | -------------------------------------------------------------------- | -------------------------------------------------------------------- | -------------------------------------------------------------------- |
| 50 метрів                             | Зенон Новош Польща                                                             | 5,8        | Валерій Борзов СРСР                                                  | 5,8                                                                  | Роберт Фріт Велика Британія                                          | 5,8                                                                  |
| 400 метрів                            | Ян Баляховський Польща                                                         | 47,3       | Ян Вернер Польща                                                     | 47,4                                                                 | Юрій Зорін СРСР                                                      | 47,4                                                                 |
| 800 метрів                            | Дітер Фромм НДР                                                                | 1.46,6 WIB | Генрик Шордиковський Польща                                          | 1.47,1                                                               | Ноель Керролл Ірландія                                               | 1.47,6                                                               |
| 1500 метрів                           | Едгар Сальве Бельгія                                                           | 3.45,9     | Кнут Брустад Норвегія                                                | 3.46,2                                                               | Волтер Вілкінсон Велика Британія                                     | 3.46,4                                                               |
| 3000 метрів                           | Ієн Стюарт Велика Британія                                                     | 7.55,4     | Хав'єр Альварес Іспанія                                              | 7.56,2                                                               | Вернер Гірке ФРН                                                     | 7.56,8                                                               |
| 50 метрів з бар'єрами                 | Алан Паскоу Велика Британія                                                    | 6,6        | Вернер Трцміль ФРН                                                   | 6,6                                                                  | Ніколае Пертя Румунія                                                | 6,7                                                                  |
| 4×390 метрів (4×2 кола)               | ПольщаЯн Вернер Ян Радомський Анджей Баденський Ян Боляховський                | 3.01,9     | СРСРЛеонід Мікішев Олександр Братчиков Валерій Борзов Юрій Зорін     | 3.01,9                                                               | ФРНДітер Хюбнер Герберт Мозер Петер Бернройтер Манфред Кіндер        | 3.04,5                                                               |
| 195+390+585+780 метрів (1+2+3+4 кола) | ПольщаЕдвард Романовський Анджей Баденський Генрик Шордиковський Ян Радомський | 4.16,4     | не вручались (з двох команд, що стартували, фінішувала одна команда) | не вручались (з двох команд, що стартували, фінішувала одна команда) | не вручались (з двох команд, що стартували, фінішувала одна команда) | не вручались (з двох команд, що стартували, фінішувала одна команда) |
| 3×1000 метрів                         | ФРНАнтон Адам Вальтер Адамс Гаральд Норпот                                     | 7.08,0     | ЧехословаччинаЯн Шишовський Петр Блага Павел Пенкава                 | 7.23,1                                                               | ЮгославіяРадован Піплович Славко Копривиця Адам Ладик                | 7.42,8                                                               |
| Стрибки у висоту                      | Валентин Гаврилов СРСР                                                         | 2,17       | Анрі Елліот Франція                                                  | 2,14                                                                 | Шербан Йоан Румунія                                                  | 2,14                                                                 |
| Стрибки з жердиною                    | Вольфганг Нордвіг НДР                                                          | 5,20       | Геннадій Блізнєцов СРСР                                              | 5,10                                                                 | Йоахім Бер НДР                                                       | 5,10                                                                 |
| Стрибки у довжину                     | Клаус Беєр НДР                                                                 | 7,77       | Лінн Девіс Велика Британія                                           | 7,76                                                                 | Рафаель Бланкер Іспанія                                              | 7,63                                                                 |
| Потрійний стрибок                     | Микола Дудкін СРСР                                                             | 16,73      | Золтан Циффра Угорщина                                               | 16,46                                                                | Карол Корбу Румунія                                                  | 16,20                                                                |
| Штовхання ядра                        | Гайнфрід Бірленбах ФРН                                                         | 19,51      | Гартмут Брізенік НДР                                                 | 19,19                                                                | Гайнц-Йоахім Ротенбург НДР                                           | 18,69                                                                |

### Жінки
| Дисципліни                            | Золото                                                               | Золото     | Срібло                                                                              | Срібло | Бронза                                                                 | Бронза |
| ------------------------------------- | -------------------------------------------------------------------- | ---------- | ----------------------------------------------------------------------------------- | ------ | ---------------------------------------------------------------------- | ------ |
| 50 метрів                             | Ірена Шевінська Польща                                               | 6,4        | Сільвіан Телльє Франція                                                             | 6,5    | Мейделін Кобб Велика Британія                                          | 6,5    |
| 400 метрів                            | Колетт Бессон Франція                                                | 54,0 WIB   | Крістель Фрезе ФРН                                                                  | 54,8   | Розмарі Стірлінг Велика Британія                                       | 54,8   |
| 800 метрів                            | Барбара Вік НДР                                                      | 2.05,3 WIB | Магдолна Кулчар Угорщина                                                            | 2.07,5 | Анна Зиміна СРСР                                                       | 2.08,0 |
| 50 метрів з бар'єрами                 | Карін Бальцер НДР                                                    | 7,2 WIB    | Мета Антенен Швейцарія                                                              | 7,3    | Крістін Перера Велика Британія                                         | 7,4    |
| 4×195 метрів (4×1 колу)               | ФранціяОдетт Дюкас Сільвіан Телльє Колетт Бессон Крістіан Мартінетто | 1.34,3     | СРСРГалина Бухаріна Віра Попкова Людмила Голомазова Людмила Самотьосова             | 1.34,6 | ЮгославіяДар'я Марольт Веріца Амброзі Ліляна Петнярич Маріяна Лубей    | 1.36,9 |
| 195+390+585+780 метрів (1+2+3+4 кола) | СРСРВіра Попкова Людмила Самотьосова Раїса Ніканорова Анна Зиміна    | 4.52,4     | ПольщаІрена Шевінська Здзислава Робашевська Ельжбета Сковроньська Зофія Колаковська | 4.53,2 | ЮгославіяВеріца Амброзі Іка Марічич Міряна Ковачев Нінослава Тіквицькі | 5.05,9 |
| Стрибки у висоту                      | Ріта Шмідт НДР                                                       | 1,82       | Йорданка Благоєва Болгарія                                                          | 1,82   | Антоніна Лазарева СРСР                                                 | 1,79   |
| Стрибки у довжину                     | Ірена Шевінська Польща                                               | 6,38       | Сьюзан Скотт Велика Британія                                                        | 6,18   | Мета Антенен Швейцарія                                                 | 6,15   |
| Штовхання ядра                        | Маріта Ланге НДР                                                     | 17,52      | Іванка Христова Болгарія                                                            | 16,94  | Інгебург Фрідріх НДР                                                   | 16,42  |

## Медальний залік
| Місце                | Країна               | Золото | Срібло | Бронза | Загалом |
| -------------------- | -------------------- | ------ | ------ | ------ | ------- |
| 1                    | НДР                  | 7      | 1      | 3      | 11      |
| 2                    | Польща               | 6      | 3      | 0      | 9       |
| 3                    | СРСР                 | 3      | 4      | 3      | 10      |
| 4                    | Велика Британія      | 2      | 2      | 5      | 9       |
| 5                    | ФРН                  | 2      | 2      | 2      | 6       |
| 6                    | Франція              | 2      | 2      | 0      | 4       |
| 7                    | Бельгія              | 1      | 0      | 0      | 1       |
| 8                    | Болгарія             | 0      | 2      | 0      | 2       |
| 8                    | Угорщина             | 0      | 2      | 0      | 2       |
| 10                   | Іспанія              | 0      | 1      | 1      | 2       |
| 10                   | Швейцарія            | 0      | 1      | 1      | 2       |
| 12                   | Норвегія             | 0      | 1      | 0      | 1       |
| 12                   | Чехословаччина       | 0      | 1      | 0      | 1       |
| 14                   | Югославія            | 0      | 0      | 3      | 3       |
| 14                   | Румунія              | 0      | 0      | 3      | 3       |
| 16                   | Ірландія             | 0      | 0      | 1      | 1       |
| Загалом (16 збірних) | Загалом (16 збірних) | 23     | 22     | 22     | 67      |

## Виступ українців
| Чоловіки (2) | Чоловіки (2)       | Чоловіки (2) | Чоловіки (2) |
| Місце        | Атлет              | Дисципліна   | Результат    |
| ------------ | ------------------ | ------------ | ------------ |
| 2            | Валерій Борзов     | 50 м         | 5,8          |
| 2            | Валерій Борзов     | 4×390 м      | 3.01,9       |
| 2            | Геннадій Блізнєцов | жердина      | 5,10         |

| Жінки (1) | Жінки (1)       | Жінки (1)  | Жінки (1) |
| Місце     | Атлетка         | Дисципліна | Результат |
| --------- | --------------- | ---------- | --------- |
|           | Валентина Козир | висота     | 1,79      |